# Kỷ lục của giải Grammy
Sau đây là một số kỷ lục của giải Grammy. Trang này chỉ ghi nhận các kỷ lục thuộc nghệ sĩ, nhà sản xuất và một số thành phần sản xuất âm nhạc, không bao gồm giải Thành tựu trọn đời hay bất cứ giải nào khác của Viện Thu âm.

## Giải thưởng

### Danh sách các nghệ sĩ có nhiều giải Grammy nhất
Beyoncé là người đoạt nhiều giải Grammy nhất từ trước đến nay, cô đã thắng 35 giải Grammy.
| Rank         | nhiều thứ 1 | nhiều thứ 2 | nhiều thứ 3  | nhiều thứ 4   | nhiều thứ 5       | nhiều thứ 6                 | nhiều thứ 7       | nhiều thứ 8              | nhiều thứ 9                           | nhiều thứ 10       |
| ------------ | ----------- | ----------- | ------------ | ------------- | ----------------- | --------------------------- | ----------------- | ------------------------ | ------------------------------------- | ------------------ |
| Nghệ sĩ      | Beyoncé     | Georg Solti | Quincy Jones | Alison Krauss | U2, Stevie Wonder | Vince Gill, Aretha Franklin | Bruce Springsteen | Pat Metheny, Jimmy Sturr | Ray Charles, Eric Clapton, Al Schmitt | Sting, Alicia Keys |
| Tổng số giải | 35          | 31          | 27           | 26            | 22                | 20                          | 19                | 18                       | 17                                    | 16                 |

### Nam nghệ sĩ đoạt nhiều giải nhất
Vladimir Horowitz đã đoạt tổng cộng 25 giải Grammy.
| Rank         | nhiều thứ 1       | nhiều thứ 2   | nhiều thứ 3                                             | nhiều thứ 4                              | nhiều thứ 5               | nhiều thứ 6                                     | nhiều thứ 7                | nhiều thứ 8               | nhiều thứ 9                   |
| ------------ | ----------------- | ------------- | ------------------------------------------------------- | ---------------------------------------- | ------------------------- | ----------------------------------------------- | -------------------------- | ------------------------- | ----------------------------- |
| Nghệ sĩ      | Vladimir Horowitz | Stevie Wonder | Vince Gill, Henry Mancini, Bruce Springsteen, KanyeWest | Pat Metheny, Jimmy Sturr, Paul McCartney | Ray Charles, Eric Clapton | Leonard Bernstein, Chick Corea, Sting, Yo-Yo Ma | Michael Brecker, B.B. King | Chet Atkins, Tony Bennett | Michael Jackson, Ricky Skaggs |
| Tổng số giải | 25                | 22            | 20                                                      | 18                                       | 17                        | 16                                              | 15                         | 14                        | 13                            |

### Nữ nghệ sĩ đoạt nhiều giải nhất
Beyonce là một nghệ sĩ solo, nhà sản xuất, hợp tác (với Union Station), cô đã đoạt 350 giải Grammy.
| Rank         | nhiều thứ 1 | Nhiều thứ 2   | nhiều thứ 2     | nhiều thứ 3    | nhiều thứ 4 | nhiều thứ 5     | nhiều thứ 6               | nhiều thứ 7                  | nhiều thứ 8                       | nhiều thứ 9                                                          |
| ------------ | ----------- | ------------- | --------------- | -------------- | ----------- | --------------- | ------------------------- | ---------------------------- | --------------------------------- | -------------------------------------------------------------------- |
| Nghệ sĩ      | Beyonce     | Alison Krauss | Aretha Franklin | Leontyne Price | Alicia Keys | Ella Fitzgerald | Emmylou Harris, Lady Gaga | Shirley Caesar, Taylor Swift | Chaka Khan, Linda Ronstadt, Adele | Mary J. Blige, Natalie Cole, Sheryl Crow, Norah Jones, Bonnie Raitt, |
| Tổng số giải | 35          | 26            | 20              | 19             | 17          | 13              | 12                        | 12                           | 10                                | 9                                                                    |

### Nhóm nhạc đoạt nhiều giải Grammy nhất
U2 đã đoạt 22 giải Grammy trong sự nghiệp của nhóm, hơn bất cứ nhóm nhạc hoặc ban nhạc nào.
| Rank         | nhiều thứ 1 | nhiều thứ 2                                   | nhiều thứ 3                    | nhiều thứ 4                    | nhiều thứ 5                   | nhiều thứ 6                                                                           |
| ------------ | ----------- | --------------------------------------------- | ------------------------------ | ------------------------------ | ----------------------------- | ------------------------------------------------------------------------------------- |
| Nhóm nhạc    | U2          | Dixie Chicks, Alison Krauss and Union Station | Pat Metheny Group, The Beatles | Metallica (9), Santana, Take 6 | Coldplay, Simon And Garfunkel | Black Eyed Peas, The Eagles, Foo Fighters, Outkast, The Police, Red Hot Chili Peppers |
| Tổng số giải | 22          | 13                                            | 10                             | 8                              | 7                             | 6                                                                                     |

### Nhà sản xuất đoạt nhiều giải Grammy nhất
Quincy Jones với 27 giải Grammy đã giữ kỷ lục cho nhà sản xuất âm nhạc đoạt nhiều giải Grammy nhất.
| Rank         | nhiều thứ 1  | nhiều thứ 2  | nhiều thứ 3                 | nhiều thứ 4 | nhiều thứ 5              |
| ------------ | ------------ | ------------ | --------------------------- | ----------- | ------------------------ |
| Nhà sản xuất | Quincy Jones | David Foster | Steven Epstein, Phil Ramone | Arif Mardin | Babyface, T Bone Burnett |
| Tổng số giải | 27           | 15           | 13                          | 11          | 10                       |

### Thiết kế âm nhạc và Mixer đoạt nhiều giải Grammy nhất
Al Schmitt với 17 giải Grammy, đã đoạt nhiều giải Grammy hơn bất cứ nhà thiết kế hay Mixer nào khác.

### Nghệ sĩ thắng giải trẻ nhất
LeAnn Rimes là nghệ sĩ trẻ nhất thắng giải Grammy khi chỉ 14 tuổi. Cô ấy cũng là nghệ sĩ nhạc đồng quê đầu tiên đoạt giải Grammy cho Nghệ sĩ mới xuất sắc nhất.
| Rank    | Trẻ nhất    | Trẻ thứ 2   | Trẻ thứ 3 | Trẻ thứ 4     | Trẻ thứ 5                                                                                       | Trẻ thứ 6    |
| ------- | ----------- | ----------- | --------- | ------------- | ----------------------------------------------------------------------------------------------- | ------------ |
| Nghệ sĩ | LeAnn Rimes | Luis Miguel | Lorde     | Billie Eilish | Monica, Christina Aguilera, Beyoncé Knowles, Alison Krauss, Joss Stone, Rihanna, Olivia Rodrigo | Taylor Swift |
| Tuổi    | 14          | 14          | 17        | 18            | 19                                                                                              | 20           |

### Nghệ sĩ thắng giải lớn tuổi nhất
George Burns là người lớn tuổi nhất đã đoạt giải Grammy. Trong buổi lễ trao giải Grammy năm 1991, ông đã đoạt giải Grammy cho Album Kể chuyện hay nhất với album Gracie - A Love Story vào năm 94 tuổi.

### Album thắng nhiều giải Grammy nhất
Album Supernatural của ban nhạc Santana và How to Dismantle an Atomic Bomb của nhóm nhạc U2 giữ kỷ lục cho album thắng nhiều giải Grammy nhất với tổng cộng 9 giải. Supernatural thắng 9 giải trong năm 2000 và How To Dismantle an Atomic Bomb thắng 3 giải trong năm 2005 và 6 giải trong năm 2006.
| Rank              | nhiều thứ 1                                                  | nhiều thứ 2                                                                                     | nhiều thứ 3                                                        | nhiều thứ 4 |
| ----------------- | ------------------------------------------------------------ | ----------------------------------------------------------------------------------------------- | ------------------------------------------------------------------ | --- |
| Album và nghệ sĩ  | How to Dismantle an Atomic Bomb - U2, Supernatural - Santana | Come Away With Me - Norah Jones, Genius Loves Company - Ray Charles, Thriller - Michael Jackson | All That You Can't Leave Behind - U2,I Am...Sasha Fierce - Beyonce | Back on the Block - Quincy Jones, Back To Black - Amy Winehouse, Bridge Over Troubled Water - Simon & Garfunkel, Raising Sand - Robert Plant & Alison Krauss, Taking the Long Way - Dixie Chicks, Toto IV- Toto, Unplugged - Eric Clapton, |
| Số giải của album | 9                                                            | 8                                                                                               | 7                                                                  | 6 |

### Nghệ sĩ có nhiều album đoạt giải Album của năm nhất
Kỷ lục cho nghệ sĩ có nhiều album đoạt giải Grammy cho Album của năm nhất có ba người. Một vài nghệ sĩ và nhà sản xuất đã đoạt giải này 3 lần. Taylor Swift là nghệ sĩ nữ đầu tiên có 4 giải Grammy Album of the year ở ba thể loại khác nhau
| Các năm                 | 1967          | 1977          | 1987       | 1997         | 2005        | 2006          | 2021         |  |
| ----------------------- | ------------- | ------------- | ---------- | ------------ | ----------- | ------------- | ------------ |  |
| Nghệ sĩ và nhà sản xuất | Frank Sinatra | Stevie Wonder | Paul Simon | David Foster | Phil Ramone | Daniel Lanois | Taylor Swift |  |
|                         |               |               |            |              |             |               |              |  |

### Nghệ sĩ có nhiều album liên tiếp đoạt giải Grammy
Pat Metheny và Pat Metheny Group đã đoạt tổng cộng 17 giải Grammy, bao gồm 7 giải liên tiếp cho 7 album liên tiếp. Metheny đã giữ kỷ lục cho Nghệ sĩ đoạt giải Grammy ở nhiều hạng mục khác nhau nhất trong giải Grammy năm 2005:
- Giải Grammy cho trình diễn hợp tác Jazz xuất sắc nhất (1983, 1984, 1985, 1988, 1990)
- Giải Grammy cho phối khí hiệu quả nhất (1991)
- Giải Grammy cho album Jazz đương đại xuất sắc nhất (1993, 1994, 1996, 1999, 2003, 2005)
- Giải Grammy cho Trình diễn song ca hoặc nhóm nhạc Album Jazz xuất sắc nhất (1998, 2000)
- Giải Grammy cho trình diễn phối khí Rock xuất sắc nhất (1999)
- Giải Grammy cho ca khúc Jazz solo xuất sắc nhất (2001)

### Nghệ sĩ đoạt giải Grammy liên tiếp các năm trong cùng hạng mục
Jimmy Sturr đoạt tổng cộng 18 giải Grammy, tất cả đều nằm trong hạng mục Album Polka xuất sắc nhất, bao gồm 3 lần trong 4 năm liên tiếp (1996–1999, 2001–2004, và 2006–2009) và một lần trong 6 năm liên tiếp (1987–1992). Anh đã đoạt 18 giải trong 24 giải Grammy Album Polka xuất sắc nhất kể từ khi hạng mục này ra đời vào năm 1985. Năm 2009 là lần cuối cùng giải thưởng này được trao. Giải thưởng này sẽ không còn vào năm 2010.
Tương tự, Bill Cosby cũng đã đoạt Giải Grammy cho Album Hài kịch xuất sắc nhất 6 năm liên tiếp (1965–1970).

### Nghệ sĩ biểu diễn nhiều album liên tiếp nhất có ca khúc thắng giải Grammy cho Thu âm của năm
Tay trống Hal Blaine đã chơi cho 6 thu âm liên tiếp thắng giải Grammy cho Thu âm của năm:
- 1966 Herb Alpert & the Tijuana Brass - "A Taste of Honey"
- 1967 Frank Sinatra - "Strangers in the Night"
- 1968 The 5th Dimension - "Up, Up and Away"
- 1969 Simon & Garfunkel - "Mrs. Robinson"
- 1970 The 5th Dimension - "Aquarius/Let the Sunshine In"
- 1971 Simon & Garfunkel - "Bridge Over Troubled Water"

### Nghệ sĩ đoạt nhiều giải Grammy cho Trình diễn giọng nam Rock xuất sắc nhất
Lenny Kravitz đã đoạt giải Grammy cho Trình diễn giọng nam Rock xuất sắc nhất 4 lần liên tiếp (1999, 2000, 2001, 2002) trong khi được đề cử rất nhiều lần trong hạng mục này.

### Nghệ sĩ đoạt nhiều giải Grammy cho Trình diễn Giọng nữ R&B xuất sắc nhất
Aretha Franklin đã đoạt giải Grammy cho Trình diễn Giọng nữ R&B xuất sắc nhất 11 lần, trong đó có 8 lần liên tiếp.

## Trong một buổi lễ

### Nghệ sĩ đoạt nhiều giải Grammy nhất trong một đêm
Kỷ lục cho nghệ sĩ đoạt nhiều giải Grammy trong một đêm (8 giải) trao cho cả hai người là Michael Jackson vào năm 1984 và Santana vào năm 2000.
| Rank         | Nhiều thứ nhất                         | Nhiều thứ hai                |
| ------------ | -------------------------------------- | ---------------------------- |
| Nghệ sĩ      | Michael Jackson (1984), Santana (2000) | Beyoncé (2010), Adele (2012) |
| Tổng số giải | 8                                      | 6                            |

### Nghệ sĩ nam đoạt nhiều giải Grammy nhất trong một đêm
Kỷ lục cho nghệ sĩ nam đoạt nhiều giải Grammy nhất trong một đêm thuộc về ca sĩ Michael Jackson với 8 giải trong năm 1984, Santana với 8 giải trong năm 2000
| Rank         | Nhiều thứ nhất                                | Nhiều thứ hai                                               |
| ------------ | --------------------------------------------- | ----------------------------------------------------------- |
| Nghệ sĩ      | Michael Jackson (1984), Carlos Santana (2000) | Quincy Jones (1991), Eric Clapton (1993), Bruno Mars (2018) |
| Tổng số giải | 8                                             | 6                                                           |

### Nghệ sĩ nữ đoạt nhiều giải Grammy nhất trong một đêm
Kỷ lục cho nghệ sĩ nữ đoạt nhiều giải Grammy nhất trong một đêm thuộc về Beyoncé và Adele với 6 giải, trong năm 2010; kỷ lục tiếp theo là 5 giải bởi 6 nghệ sĩ nữ, cũng bao gồm Beyoncé.
| Hạng         | Nhiều thứ nhất         | Nhiều thứ hai |
| ------------ | ---------------------- | ------------- |
| Nghệ sĩ      | Beyoncé Knowles (2010) | Adele (2011)  |
| Tổng số giải | 6                      | 6             |

### Nhóm nhạc đoạt nhiều giải Grammy nhất trong một đêm
Trong năm 2000 Santana đã được trao tổng cộng 8 giải. Họ đoạt giải cho Thu âm của năm, Album của năm, Trình diễn Song ca hoặc Nhóm nhạc giọng Pop xuất sắc nhất, Hợp tác Pop xuất sắc nhất, Trình diễn nhạc cụ Pop xuất sắc nhất, Trình diễn Song ca hoặc nhóm nhạc Rock xuất sắc nhất, Trình diễn nhạc cụ Rock xuất sắc nhất và Album Rock xuất sắc nhất. Họ cùng Michael Jackson đều là những người đoạt nhiều giải Grammy nhất trong 1 đêm.
| Rank         | Nhiều thứ nhất | Nhiều thứ hai                  |
| ------------ | -------------- | ------------------------------ |
| Nghệ sĩ      | Santana (2000) | U2 (2006), Dixie Chicks (2007) |
| Tổng số giải | 8              | 5                              |

### Nhà sản xuất thu âm đoạt nhiều giải Grammy nhất trong một đêm
Số giải Grammy nhiều nhất trong một đêm của một nhà sản xuất thu âm là 5. Vào lễ trao giải Grammy lần thứ 49 năm 2007, Rick Rubin đã đoạt giải Thu âm của năm, Album của năm và Album đồng quê xuất sắc nhất cho nhóm nhạc Dixie Chicks. Anh ấy đã đoạt giải Album Rock xuất sắc nhất cho nhóm nhạc Red Hot Chili Peppers và đồng thời đoạt giải Nhà sản xuất của năm, Nhạc đương đại.

### Nghệ sĩ đoạt tất cả giải thưởng thuộcThể loại chungtrong một buổi lễ trao giải
Christopher Cross là nghệ sĩ đầu tiên nhận được cả bốn giải thuộc Thể loại chung (General Fields Award) - vốn là 4 giải quan trọng nhất trong một đêm vào năm 1981. Ông đã thắng giải Grammy cho Thu âm của năm ("Sailing"), giải Grammy cho Album của năm ("Christopher Cross"), giải Grammy cho Bài hát của năm ("Sailing"), và giải Grammy cho Nghệ sĩ mới xuất sắc nhất chỉ trong một buổi lễ trao giải. 
Adele là nghệ sĩ nữ đầu tiên giành được đủ 4 giải thưởng chung sau hai lễ trao giải vào năm 2009 và 2012, cũng như trở thành nghệ sĩ đầu tiên hai lần thắng cả ba giải thưởng lớn nhất trong một đêm trao giải (gồm Ghi âm của năm, Ca khúc của năm và Album của năm. Cô nhận giải Grammy cho Nghệ sĩ mới xuất sắc nhất (2009); Ca khúc của năm, Ghi âm của năm cho "Rolling in the deep", Album của năm cho "21" (2012); Ca khúc của năm, Ghi âm của năm cho "Hello", Album của năm cho "25" (2017). Năm 2020, Billie Eilish trở thành nghệ sĩ thứ ba từ trước đến nay (nữ thứ hai) và là nữ nghệ sĩ đầu tiên giành được cả bốn giải thưởng trong một buổi lễ duy nhất.

### Album đoạt nhiều giải Grammy nhất trong một đêm
Số giải đoạt được nhiều nhất cho một album trong một đêm là 9. Trong năm 2000 album Supernatural của Santana đã đoạt 9 giải. Album này đã đoạt giải Thu âm của năm, Album của năm, Bài hát của năm, Trình diễn Song ca hoặc Nhóm nhạc Pop xuất sắc nhất, Hợp tác hát Pop xuất sắc nhất, Trình diễn nhạc cụ Pop xuất sắc nhất, Trình diễn Song ca hoặc Nhóm nhạc Rock xuất sắc nhất, Trình diễn nhạc cụ Rock xuất sắc nhất và Album Rock xuất sắc nhất.

### Nghệ sĩ được truy tặng nhiều giải Grammy nhất trong một đêm
Ray Charles,Billie Eilish là hai nghệ sĩ được truy tặng nhiều giải Grammy nhất trong một đêm. Họ đã đoạt 5 giải trong lễ trao giải Grammy lần lượt vào các năm 2005 và 2020

## Các đề cử

### Nghệ sĩ có nhiều đề cử nhất
Quincy Jones giữ kỷ lục cho nghệ sĩ có nhiều đề cử Grammy nhất với 79 đề cử.
| Rank          | nhiều thứ 1  | nhiều thứ 2 | nhiều thứ 3 | nhiều thứ 4 | nhiều thứ 5 | nhiều thứ 6 | nhiều thứ 7      | nhiều thứ 8   | nhiều thứ 9                    |
| ------------- | ------------ | ----------- | ----------- | ----------- | ----------- | ----------- | ---------------- | ------------- | ------------------------------ |
| Nghệ sĩ       | Quincy Jones | Georg Solti | Beyoncé     | Chick Corea | Eminem      | Jay-Z       | Barbra Streisand | John Williams | Alison Krauss, Aretha Franklin |
| Tổng số đề cử | 79           | 74          | 64          | 54          | 47          | 42          | 40               | 39            | 38                             |

### Nghệ sĩ có nhiều đề cử nhất trong một đêm
Vào năm 1984 Michael Jackson đã đạt kỷ lục cho nghệ sĩ có nhiều đề cử nhất trong 1 đêm với 12 đề cử.
| Rank          | nhiều thứ 1            | nhiều thứ 2           |
| ------------- | ---------------------- | --------------------- |
| Nghệ sĩ       | Michael Jackson (1984) | Kendrick Lamar (2016) |
| Tổng số đề cử | 12                     | 11                    |

### Nghệ sĩ có nhiều đề cử nhất nhưng không đoạt giải nào
Brian McKnight giữ kỷ lục cho nghệ sĩ có nhiều đề cử nhất nhưng không đoạt giải nào, với 16 đề cử.
| Rank          | nhiều thứ 1    | nhiều thứ 2  | nhiều thứ 3       | nhiều thứ 4                        | nhiều thứ 5                                       | nhiều thứ 6                                                   | nhiều thứ 7   |
| ------------- | -------------- | ------------ | ----------------- | ---------------------------------- | ------------------------------------------------- | ------------------------------------------------------------- | ------------- |
| Nghệ sĩ       | Brian McKnight | Joe Satriani | Björk, Katy Perry | Diana Ross, Snoop Dogg, Spyro Gyra | Musiq Soulchild, Lana Del Rey,Vanessa L. Williams | Me'Shell Ndegeocello, Alan Parsons, Connie Smith, Nicki Minaj | Avril Lavigne |
| Tổng số đề cử | 16             | 15           | 13                | 12                                 | 11                                                | 10                                                            | 8             |

### Nghệ sĩ có nhiều đề cử nhất nhưng không đoạt giải nào trong một đêm
Jay-Z nhận được 9 đề cử trong năm 2018 nhưng lại không đoạt giải. Anh ấy đã trượt các giải Album của năm, Ghi âm của năm,Bài hát của năm, Màn trình diễn rap xuất sắc, Sản phẩm rap hợp tác xuất sắc (cùng Beyonce), Ca khúc rap xuất sắc nhất, Album rap xuất sắc và MV xuất sắc nhất.
| Rank          | Nhiều thứ nhát | Nhiều thứ hai     | Nhiều thứ ba                        | Nhiều thứ tư |
| ------------- | -------------- | ----------------- | ----------------------------------- | --- |
| Nghệ sĩ       | Jay-Z (2018)   | India.Arie (2002) | Mariah Carey (1996), 50 Cent (2006) | Joan Osborne (1996), Avril Lavigne (2003), 50 Cent (2004), Alicia Keys (2006), Gwen Stefani (2006), James Blunt (2007), Jazmine Sullivan (2009) |
| Tổng số đề cử | 8              | 7                 | 6                                   | 5 |

### Nghệ sĩ có đề cử trong nhiều hạng mục nhất
Béla Fleck đã được đề cử trong nhiều hạng mục nhất hơn bất cứ nghệ sĩ nào khác, như hạng mục nhạc đồng quê, nhạc pop, nhạc jazz, nhạc bluegrass, nhạc cổ điển, nhạc dân ca, và phát âm, đồng thời cả sáng tác nhạc soạn nhạc.

### Nghệ sĩ được đề cử trẻ nhất
Deleon Richards là người trẻ nhất được đề cử trong giải Grammy. DeLeon khi được đề cử chỉ mới 9 tuổi.
| Rank    | nhiều thứ 1     | nhiều thứ 2 | nhiều thứ 3     | nhiều thứ 4 | nhiều thứ 5 | nhiều thứ 6   | nhiều thứ 7 | nhiều thứ 8 | nhiều thứ 9 | nhiều thứ 10                   |
| ------- | --------------- | ----------- | --------------- | ----------- | ----------- | ------------- | ----------- | ----------- | ----------- | ------------------------------ |
| Nghệ sĩ | Deleon Richards | Zac Hanson  | Michael Jackson | LeAnn Rimes | Luis Miguel | Justin Bieber | Brandy      | Joss Stone  | Lorde       | 1. Taylor Swift, Billie Eilish |
| Tuổi    | 9               | 12          | 12              | 14          | 14          | 16            | 17          | 17          | 17          | 18                             |